# Абухацира, Аарон
Аарон Абухацира (ивр. אהרן אבוחצירא‎; 28 октября 1938, Эрфуд, Марокко — 21 сентября 2021, Тель-Авив, Израиль) — израильский политик, педагог и предприниматель. Мэр города Рамле в 1972—1977 годах, депутат кнессета в 1974—1992 годах (от партий МАФДАЛ, «ТАМИ» и «Ликуд»), министр по делам религий, министр абсорбции и министр труда и благосостояния Израиля. В 1982 году осуждён за мошенничество, кражу и преступный сговор и приговорён к 3 месяцам общественных работ, после чего не занимал правительственных должностей.

## Биография
Аарон Абухацира родился в Эрфуде (Марокко) в 1938 году в семье раввина Ицхака Абухациры, брата каббалиста Баба Сали. Сам его отец был известен также как Баба Хаки. В 1949 году с семьёй репатриировался в Израиль, в город Рамле; отец Аарона в дальнейшем был главным раввином этого города и соседнего Лода.
Учился в иешиве «Бней-Акива» в Кфар-ха-Роэ, в учительском колледже в Иерусалиме, а затем в Университете имени Бар-Илана, который окончил со степенью бакалавра по истории и литературе на языке иврит. Преподавал эти предметы в средней школе.
В 1969 году избран в городской совет Рамлы, а в 1972 году стал мэром этого города. Позже, вспоминая об этом, Абухацира подчёркивал, что был частью группы из восьми «чёрных» депутатов (восточных евреев), оттеснивших от руководства городом кандидата правящей партии МАПАЙ. После победы по предложению Абухациры мэром стал Элияху Леви, отец будущего члена Верховного суда Израиля Эдмонда Леви. Однако он скончался уже через год, и Абухацира стал мэром Рамлы в возрасте 30 лет. Оставался на посту мэра до 1977 года.
Одновременно в 1973 году был избран в кнессет 8-го созыва по списку религиозно-сионистской партии МАФДАЛ. По собственным словам Абухациры, первоначально руководство партии рассчитывало включить в предвыборный список его отца, но тот отказался от этого предложения в пользу сына. Работал в комиссиях кнессета по образованию и культуре и по внутренним делам и охране окружающей среды. После избрания в следующий состав кнессета Абухацира был назначен министром по делам религий в правительстве Менахема Бегина. В период, когда он возглавлял министерство по делам религий, кнессет принял закон о Главном раввинате Израиля, инициированный его партией. Сам Абухацира был одним из авторов закона о национальном страховании, призванном обеспечить гражданам Израиля права на пособие по старости, пособие на детей и пособие по безработице.
За время руководства министерством по делам религий против Абухациры были поданы многочисленные жалобы в правоохранительные органы Израиля. В общей сложности на него было заведено более 30 дел, большинство из которых были вскоре закрыты. Ещё по одному против министра было подано обвинительное заключение в 1980 году, и Абухацира объявил, что отказывается от депутатской неприкосновенности. По этому делу суд оправдал его ввиду недостатка доказательств. Сразу же после оправдания, однако, было подано новое обвинительное заключение, суд по которому затянулся до 1982 года.
Между тем в 1981 году Абухацира вышел из партии МАФДАЛ и основал новую партию ТАМИ — «Движение за традиции Израиля» (ивр. תנועת מסורת ישראל‎). ТАМИ была религиозно-сионистской партией с этническим уклоном, представлявшей восточных евреев. В предвыборной пропаганде она акцентировала тему этнического неравенства в стране, особенно отмечая уголовное преследование Абухациры как образец отрицательного отношения ашкеназского истеблишмента к сефардам. В кнессет 10-го созыва ТАМИ провела троих депутатов, одним из которых был Абухацира. В новом правительстве Бегина он снова занял министерские посты, на этот раз возглавив министерство труда и благосостояния и министерство абсорбции.
В апреле 1982 года суд принял решение по второму делу Абухациры. Министр был признан виновным в мошенничестве, краже, злоупотреблении доверием, незаконном получении материальных благ и преступном заговоре и приговорён к трём месяцам общественных работ. Сразу после этого, 2 мая 1982 года, он подал в отставку с поста министра труда и благосостояния, а через два дня с поста министра абсорбции, но остался депутатом кнессета. В дальнейшем он входил в состав финансовой комиссии кнессета и комиссии по труду и благосостоянию.
На выборах 1984 года партия ТАМИ получила около 32 тысяч голосов избирателей, что оказалось достаточно для одного депутатского мандата, и Абухацира снова вернулся в кнессет, где в 1988 году вошёл во фракцию «Ликуд». Перед выборами 1988 года партия ТАМИ была распущена, большинство её членов присоединились к «Ликуду». Абухацира был избран в кнессет 12-го созыва уже от партийного списка «Ликуда», и этот срок стал для него последним в кнессете. В этом созыве кнессета Абухацира работал в финансовой и законодательной комиссиях кнессета.
После завершения парламентской карьеры Абухацира продолжал играть заметную роль в общественной жизни, выступая в поддержку прав восточных евреев. Среди прочего, он оказывал поддержку попыткам Давида Леви создать самостоятельную партию восточных евреев. Помимо политики, занимался также сделками с недвижимостью. Проживал в Ашдоде с женой Жермен.
В 2021 году перенёс COVID-19. Хотя Абухацире удалось оправиться после этой болезни, его организм оказался серьёзно ослаблен ею, и он был вторично госпитализирован в больнице «Ихилов» в Тель-Авиве, где скончался 21 сентября 2021 года, оставив после себя жену и шестeрых детей. Похоронен на старом кладбище Рамлы рядом с могилой отца.